# Gastwirtschaft „Rolands Eck“
Das Wirtshaus Rolands Eck in Berlin-Friedrichshagen, Scharnweberstraße 80, ist eine im Jahr 1896 eröffnete Gaststätte inmitten des Kiezes. Das Baudenkmal mit Wohnhaus im Gründerzeitstil gehört zum Flächendenkmal Friedrichshagen.

## Geschichte
Die Gastwirtschaft wurde im Auftrag des Hauseigentümers Reinhold Lerche 1895/96 auf seinem Wohngrundstück errichtet und unter dem Namen „Rolandseck“ 1896 eröffnet. Sie war ein zeittypisches Familien- und Vereinslokal (ursprüngliche Hausnummer war Scharnweberstraße 74). Bereits zu Beginn des 20. Jahrhunderts gab es hier Bockbier-Anstiche der Brauerei Borussia; als typisches Essen wurde Bockwurst mit Sauerkraut angeboten.
1908 pachtete Ludwig Mercier das Wirtshaus von Reinhold Lerche und erwarb es bald vollständig. Zwischen 1908 und 1911 ließ Mercier einige Umbauten und Erweiterungen vornehmen, unter anderem konnte die Veranda um einen guten Meter zur Straßenmitte hin verbreitert werden und er ließ südlich daneben eine Restaurationshalle errichten. Mittels einer elektrisch beleuchteten Säule in der damaligen Friedrichstraße (seit 1947 Bölschestraße) warb er für sein Restaurant.
Als ein beliebtes Gericht in den 1920er Jahren galt hier „Rollmops mit Schleppe“ (Remoulade). Als Mercier 1935 starb, führte seine Witwe Elise Mercier zunächst die Gaststätte weiter, verpachtete sie jedoch ab 1938 an die Gastwirtsleute Alma und Bernhard Krüger, die sie bis zum Beginn der 1960er Jahre betrieben. In der DDR übernahm die Handelsorganisation (HO) den Restaurantbetrieb als Kommissionsgeschäft. Die Eigentümer des Hauses wechselten bis zum Ende der DDR noch mehrfach. Danach gab es mehrere Pächter mit indischer, italienischer und irischer Küche. 2004 pachteten Sylvio Groß und Silvio Pannek das Haus und boten deutsche Küche an.
Seit März 2021 ist dieses Restaurant geschlossen. Durch den Verkauf der Immobile und deren geplante Neunutzung musste das Traditionslokal mit über 100-jähriger Geschichte für immer seine Tore schließen.